# Azul de Prusia (uso médico)
 El azul de Prusia, también conocido como hexacianoferrato férrico de potasio, se usa como un medicamento para tratar la intoxicación por talio o la intoxicación por cesio radiactivo.  Para el talio se puede usar además del lavado gástrico, carbón activado, diuresis forzada y hemodiálisis.  Se administra por vía oral o por sonda nasogástrica. El azul de Prusia también se usa en la orina para detectar la deficiencia de G6PD.
Los efectos secundarios pueden incluir estreñimiento, niveles bajos de potasio en la sangre y heces oscuras.  Con el uso a largo plazo, el sudor puede volverse azul.  Funciona al unirse y, por lo tanto, prevenir la absorción de talio y cesio en los intestinos.
El azul de Prusia se desarrolló alrededor de 1706.  Está en la Lista de medicamentos esenciales de la Organización Mundial de la Salud, los medicamentos más efectivos y seguros que se necesitan en un sistema de salud. Para el año 2016 solo está aprobado para uso médico en Alemania, Estados Unidos y Japón.  En los Estados Unidos un ciclo de tratamiento cuesta más de US$200.  El acceso al azul de Prusia de grado médico puede ser difícil en muchas áreas del mundo, incluido el mundo desarrollado.

## Usos médicos
El azul de Prusia se usa para tratar el envenenamiento por talio o el envenenamiento por cesio radiactivo.  También se puede usar para la exposición a material radioactivo hasta que se determine el tipo subyacente. 
A menudo se administra con manitol o sorbitol para aumentar la velocidad con que se mueve a través del intestino. 
El azul de Prusia también se usa para detectar hemosiderina en la orina para confirmar un diagnóstico de deficiencia de G6PD. 

### Envenenamiento por talio
Para el talio se puede usar además del lavado gástrico, la diuresis forzada y la hemodiálisis. 
Se administra hasta que la cantidad de talio en la orina caiga por debajo de 0,5   mg por día. 

### Envenenamiento por cesio
Se usa específicamente solo para el envenenamiento por cesio radiactivo cuando el cesio ha ingresado al cuerpo ya sea por ingestión o inhalación. 